# 長門大井駅
長門大井駅（ながとおおいえき）は、山口県萩市大井字呑石にある、西日本旅客鉄道（JR西日本）山陰本線の駅である。

## 歴史
- 1929年（昭和4年）4月24日：鉄道省美禰線（現・山陰本線）東萩駅 - 奈古駅間延伸時に開設[1]。客貨取扱開始[1]。
- 1933年（昭和8年）2月24日：当駅を含む美禰線一部区間が山陰本線に編入され、同線所属となる。
- 1963年（昭和38年）2月1日：貨物取扱廃止[1]。
- 1980年（昭和55年）
  - 8月31日：集中豪雨の影響に伴い、奈古駅 - 長門大井駅間で斜面崩壊が発生し不通となる[2]。
  - 10月9日：斜面崩壊から一旦復旧する[2]。
  - 10月24日：土砂崩壊が発生、再度不通となる[2]。
- 1981年（昭和56年）3月5日：厚さ2mの落石覆い設置、土砂崩壊から復旧する[2]。
- 1984年（昭和59年）2月1日：荷物扱い廃止[1]。
- 1985年（昭和60年）3月14日：無人駅化[3]。
- 1987年（昭和62年）4月1日：国鉄分割民営化に伴い、西日本旅客鉄道（JR西日本）の駅となる[1]。
- 2013年（平成25年）7月28日：豪雨災害により線路が被災し、一時当駅を含む益田駅 - 長門市駅間が運休（※当駅を含む奈古駅 - 長門市駅間については8月4日に運行再開）。

## 駅構造
相対式ホーム2面2線を有する列車交換可能な地上駅。駅舎がある方が下りホームで、ホーム中央部に上りホームへ通じる跨線橋がある。雨量計が設置されている。木造駅舎を備える。
長門鉄道部管理の無人駅。駅舎が「カネコ理容」と言う理髪店として利用され、以前乗車券（常備券のみ）の発券も行う簡易委託駅であった。なお、月曜は理髪店が休業するのでその日は窓口も終日休業であった。

### のりば
| ホーム | 路線      | 方向 | 行先             | 備考                 |
| ------ | --------- | ---- | ---------------- | -------------------- |
| 駅舎側 | ■山陰本線 | 下り | 東萩・長門市方面 |                      |
| 反対側 | ■山陰本線 | 上り | 益田・浜田方面   | 浜田方面は益田で乗換 |

- ※案内上ののりば番号は設定されていない。

## 利用状況
近年の1日平均乗車人員の推移は以下の通り。
| 乗車人員推移 | 乗車人員推移 |
| 年度         | 1日平均人数  |
| ------------ | ------------ |
| 1999         | 88           |
| 2000         | 90           |
| 2001         | 85           |
| 2002         | 83           |
| 2003         | 79           |
| 2004         | 77           |
| 2005         | 70           |
| 2006         | 63           |
| 2007         | 53           |
| 2008         | 43           |
| 2009         | 38           |
| 2010         | 33           |
| 2011         | 28           |
| 2012         | 28           |
| 2013         | 27           |
| 2014         | 23           |
| 2015         | 21           |
| 2016         | 21           |
| 2017         | 20           |
| 2018         | 22           |
| 2019         | 17           |
| 2020         | 15           |
| 2021         | 11           |
| 2022         | 8            |

## 駅周辺
- 大井浦港
- 萩市役所 大井出張所
- 大井郵便局
- 萩市立大井中学校
- 萩市立大井小学校
- 円光寺穴観音古墳
- 国道191号
- 山口県道315号吉部下萩線

## 隣の駅
西日本旅客鉄道（JR西日本）
■山陰本線
奈古駅 - 長門大井駅 - 越ケ浜駅